# Lawrence Gordon Clark
Lawrence Gordon Clark est un réalisateur et producteur britannique.

## Biographie

### Filmographie

#### Téléfilm
- 1971 : The Stalls of Barchester
- 1972 : A Warning to the Curious
- 1973 : Lost Hearts (court)
- 1974 : The Treasure of Abbot Thomas
- 1975 : The Ash Tree (court)
- 1976 : The Signalman (court)
- 1977 : Stigma (court)
- 1980 : Drake's Venture
- 1983 : Jamaica Inn
- 1983 : A Pattern of Roses
- 1985 : Coup de foudre dans l'Orient Express
- 1986 : Murder by the Book
- 1988 : Sun Child
- 1988 : Act of Betrayal
- 1989 : Just Another Secret
- 1989 : Magic Moments
- 1990 : Death Has a Bad Reputation
- 1996 : On Dangerous Ground
- 1997 : Midnight Man

#### Série télévisée
- 1976 : Second Verdict (2 épisodes)
- 1976 : Brensham People (1 épisode)
- 1978 : A Life at Stake (1 épisode)
- 1979 : Flambards (mini-série) (4 épisodes)
- 1979 : ITV Playhouse (1 épisode)
- 1979 : The Dick Francis Thriller: The Racing Game (2 épisodes)
- 1981 : Get Lost! (mini-série)
- 1982 : Le Tueur de Belfast (Harry's Game) (3 épisodes)
- 1983 : Jamaica Inn (en)
- 1988 : Capitaine James Cook (mini-série)
- 1989 : The Paradise Club
- 1991 : Chimera (mini-série) (4 épisodes)
- 1991-1993 : Stay Lucky (4 épisodes)
- 1992 : El C.I.D. (2 épisodes)
- 1993-1994 : Minder (5 épisodes)
- 1994-1995 : Pie in the Sky (4 épisodes)
- 1995 : Chiller (2 épisodes)
- 1995 : An Independent Man (3 épisodes)
- 1997 : The Locksmith (mini-série) (2 épisodes)
- 1997-1998 : Dangerfield (8 épisodes)
- 2001-2002 : Inspecteurs associés (2 épisodes)
- 2002-2003 : Casualty (3 épisodes)

## Récompenses
- Festival international du film de Locarno 1983 : Œil du Léopard d'or pour Le Tueur de Belfast
- Festival international du film de San Francisco 1999 : Spire d'argent de la télévision pour Dangerfield